# Гусейнов, Панах Чодар оглы
Панах Чодар оглы Гусейн (азерб. Pənah Çodar oğlu Hüseyn, 28 октября 1957, Гарагашлы, Сабирабадский район, Азербайджанская ССР) —  азербайджанский государственный и политический деятель, государственный секретарь и премьер-министр Азербайджана в 1993 году.

## Биография
Панах Гусейнов родился в 1957 году в селе Каракашлы Сабирабадского района Азербайджанской ССР, в семье колхозника. 
Окончил исторический факультет Азербайджанского государственного университета (1980), аспирантуру Института философии и права Академии наук Азербайджанской ССР. 
Работал рабочим в управлении межколхозного строительства Сабирабадского района, затем научным сотрудником историко-краеведческого музея, научным сотрудником Института философии и права Академии наук Азербайджана.
С мая 1992 г. — Государственный секретарь Азербайджанской Республики. В 1993 году занимал пост премьер-министра Азербайджана.
После отставки — один из лидеров оппозиции, один из учредителей Народного фронта Азербайджана, председатель исполнительного комитета Народного фронта Азербайджана.
В 2003 году арестован по обвинению в организации беспорядков 15-16 октября в Баку после Президентских выборов в Азербайджане. В октябре 2004 года приговорён к четырем годам и шести месяцам лишения свободы. Освобождён в результате амнистии в марте 2005 года.
6 ноября 2005 года избран депутатом парламента Азербайджана по 63-му Сабирабадскому первому округу.
В 2010 году баллотировался от Баку и не прошел в парламент. В 2015 году опять баллотировался по 63-му Сабирабадскому первому округу, но победу одержал Эльчин Гулиев.